# Jastrzębów
Jastrzębów – część wsi Tokarnia w Polsce, położona w województwie świętokrzyskim, w powiecie kieleckim, w gminie Chęciny.
W latach 1975–1998 Jastrzębów administracyjnie należał do województwa kieleckiego.